# Arthur Warncke
Arthur Hermann Warncke (* 27. Januar 1880 in Hamburg; † 22. Oktober 1914 gefallen) war ein deutscher Ruderer.

## Biografie
Bei den Olympischen Spielen 1900 wurden auf der Seine in Paris erstmals olympische Wettkämpfe im Rudern ausgetragen. Der Germania Ruder-Club aus Hamburg entsandte einen Achter, die Crew bestand aus: Gustav Goßler, Oskar Goßler, Theodor Laurezzari, Edgar Katzenstein, Walther Katzenstein, Arthur Warncke, Waldemar Tietgens und Ernst Jencquel, sowie Alexander Gleichmann von Oven als Steuermann. Die Crew erreichte das Finale, für diesen Lauf wurde der Steuermann Gleichmann von Oven durch einen jüngeren und 45 Pfund leichteren Unbekannten ausgetauscht. Der deutsche Achter beendete das Rennen als Letzter und belegte somit den vierten Rang.
Warncke war Unternehmer und Inhaber der Firma Stahmer, Warncke & Co.